# J-2 (raketmotor)

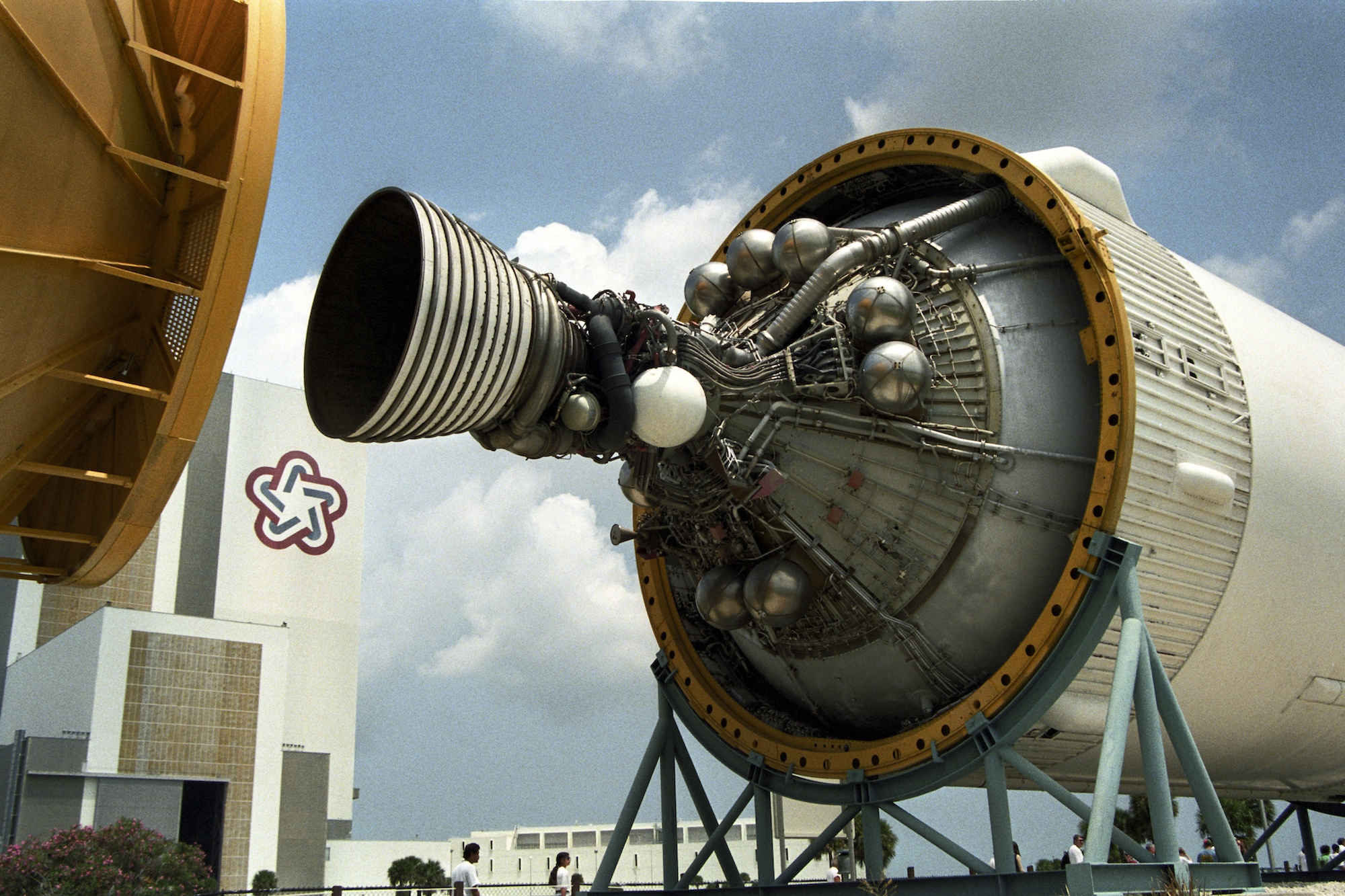
En J-2 fäst vid en S-IVB, tredje steget av en Saturn V raket.

J-2 var en raketmotor som tillverkades av Rocketdyne. Den var USA:s största produktionstillverkade LH2-drivna raketmotor innan rymdfärjans SSME framställdes, och var i en ny variant, J-2X, planerad att användas i samband med Constellationprogrammet.
J-2 var en viktig komponent i Saturn V-raketen. Fem J-2-motorer användes i S-II, det andra raketsteget. En J-2 användes i S-IVB, det tredje raketsteget i Saturnus V och det andra steget i Saturn I. Det fanns förslag att använda varierande antal J-2-motorer i den planerade Nova-raketens övre steg.
Ett unikt kännetecken för J-2 (på sin tid) var att motorn kunde återstartas efter att den stängts av. J-2-motorn på S-IVB-steget var avsedd att avfyras två gånger. Den första avfyrningen på två minuter placerade Apollofarkosten i omloppsbana run Jorden. Efter att Apollobesättningen bekräftat att rymdfarkosten fungerade korrekt, avfyrades J-2-motorn igen för att ge Apollofarkosten tillräckligt mycket rörelseenergi för att uppnå flykthastighet från Jorden och sätta den på kurs mot månen.

## J-2X
J-2X var en ny variant av J-2 som utformades för att ingå i Constellationprogrammet, som dock lades ner 2010. Ursprungligen skulle raketsteget EDS ha två J-2X-motorer, men efter att Ares V:s första steg gjordes kraftfullare slopades en av motorerna. EDS blev därför ganska lik sin föregångare, S-IVB-steget.
Den nya J-2X var avsedd att vara mer effektiv och enklare att bygga än sin föregångare J-2, samt vara billigare än SSME. Den 6 juli 2007 fick Rocketdyne ett kontrakt värt 1,2 miljarder US-dollar för "formgivning, utveckling, testning och utvärdering av J-2X-motorn som skall driva de övre stegen i Ares I- och Ares V-raketerna."